# Big Hero 6 (film)
Big Hero 6 è un film d'animazione del 2014 diretto da Don Hall e Chris Williams, liberamente ispirato all'omonima serie di fumetti Marvel.
54º Classico Disney, è il primo film basato su un franchise Marvel interamente prodotto da Walt Disney Animation Studios e distribuito da Walt Disney Pictures, in seguito all'acquisizione della Marvel da parte di Disney nel 2009. Ciononostante, Kevin Feige, dei Marvel Studios, ha affermato che lo studio non è stato coinvolto nella realizzazione del film d'animazione.
Uscito nelle sale statunitensi il 7 novembre 2014, la pellicola ha ricevuto buone recensioni dalla critica e ha incassato circa 657 milioni di dollari ai botteghini. Il film si è aggiudicato l'Oscar come miglior film d'animazione ai Premi Oscar 2015, battendo il favoritissimo Dragon Trainer 2 (che lo sopravanzò nel Golden Globe e nel BAFTA in detta categoria).

## Trama
Hiro è un ragazzino di 14 anni estremamente intelligente per la sua età, che vive nella tecnologica San Fransokyo (un incrocio tra San Francisco e Tokyo). Una notte partecipa a un incontro di duelli clandestini tra robot e vince una grossa somma di denaro. Dopo la vittoria, però, alcuni giocatori, capitanati da Yama, il campione locale, decidono di impartirgli una lezione. Hiro riesce a fuggire con l'aiuto del fratello maggiore Tadashi. Una volta a casa, Tadashi porta Hiro al San Fransokyo Institute of Technology con l'intento di convincerlo a frequentarlo e lo presenta ad alcuni suoi colleghi: la seria meccanica e pilota GoGo, il meticoloso fisico Wasabi, la spericolata esperta di chimica Honey Lemon, la mascotte nerd Fred e il professor Robert Callaghan, uno dei docenti. Il fratello infine gli mostra il robot Baymax, progettato per dare ogni tipo di assistenza medica e sanitaria registrata all'interno del suo chip medico.
Convinto di entrare all'istituto, Hiro porta un progetto alla serata di ammissione e realizza dei microbot: minuscoli robot che, controllati telepaticamente, sono in grado di aggregarsi e assumere qualsiasi forma voglia chi indossa lo strumento di controllo; in questo modo Hiro prevale su tutti gli altri candidati e viene ammesso tra gli studenti, suscitando l'ammirazione di Callaghan. Assiste alla presentazione anche l'imprenditore Alistair Krei, che propone a Hiro di vendergli i microbot, ma il ragazzo rifiuta. Un attimo dopo l'istituto va a fuoco e Tadashi entra cercando di salvare il professor Callaghan, ma muore a causa di un'esplosione. 
La perdita del fratello segna profondamente Hiro, che cade in depressione e si isola da tutti per due settimane. Un giorno Hiro, fattosi male al dito del piede, esclamando di dolore attiva accidentalmente Baymax, che Tadashi aveva portato a casa tempo prima. I due trovano nella felpa di Hiro un microbot, ancora attivo, che a Hiro appare difettoso: tutti i microbot e il trasmettitore neurale sono stati distrutti nell'incendio e quindi il microbot rimasto non dovrebbe attivarsi. Il robot e Hiro arrivano a un capannone abbandonato, nel quale Hiro scopre che qualcuno sta producendo i suoi microbot, che si animano e li attaccano; a controllarli è Yokai, un misterioso individuo che porta sul viso una maschera kabuki. Hiro si reca dalla polizia dove non viene creduto e, tornato a casa, realizza un'armatura per Baymax con un chip da combattimento per scoprire di più sul criminale mascherato.
Hiro e Baymax tornano al porto e qui il robot convoca il resto degli amici di Tadashi per consolare Hiro, ma vengono scoperti da Yokai e dopo una fuga in auto i sei finiscono in mare. Ma il gruppo riesce a salvarsi facendo credere al criminale di averli eliminati. Baymax ha inoltre analizzato il gruppo sanguigno dell'uomo. Arrivati a casa di Fred che scoprono essere straricco, il nerd suggerisce di diventare loro una squadra di supereroi per fermarlo e Hiro inventa armi, gadget ed equipaggiamenti speciali per ognuno di loro. La squadra grazie a Baymax riesce a individuare Yokai in una vecchia isola abbandonata e qui scoprono che Krei aveva finanziato un progetto noto come "Rondine Silente", un portale capace di teletrasportare un veicolo da un punto all'altro del pianeta: il portale aveva avuto un'avaria e la pilota che aveva eseguito il test del mezzo non era tornata indietro; quindi si deduce che il ladro dei microbot è Krei, che sta recuperando i pezzi del portale per ricominciare l'esperimento. Proprio in quel momento l'uomo mascherato attacca la squadra ma viene battuto.
Nello scontro, l'uomo mascherato si rivela essere il professor Callaghan, salvatosi dall'esplosione usando i microbot come scudo e lasciando morire Tadashi. Hiro, furioso e intenzionato a vendicarsi, ordina a Baymax di uccidere Callaghan, ma il robot, a causa del suo programma, non può obbedire. Così il ragazzo gli toglie il chip sanitario, mantenendo solo il chip da combattimento. Baymax viene fermato in extremis dagli altri che reinseriscono il chip sanitario, facendolo rinsavire e permettendo a Callaghan di scappare con l'ultimo pezzo del portale. Baymax chiede scusa alla squadra per il suo comportamento e comunica a Hiro che i suoi scanner sono danneggiati, così il ragazzo lascia il resto della squadra sull'isola e torna a casa per aggiustarlo, tentando poi di rimuovere di nuovo il chip sanitario per fargli uccidere Callaghan. Baymax, capendo che tutto quello che voleva era vendicarsi per la morte di Tadashi, blocca il port di accesso dove vengono messi i suoi chip e mette in discussione la moralità delle sue azioni, chiedendogli se uccidere Callaghan lo farà sentire meglio e per alleviare la sua perdita gli fa vedere tutti i tentativi di Tadashi di crearlo. Vedendo il video, Hiro non riesce a trattenere le lacrime e capisce che questo non è quello che avrebbe voluto il fratello, così ringrazia Baymax per averlo fatto tornare in sé e si riappacifica con lui e gli altri, che l'hanno raggiunto per dirgli una cosa: la pilota rimasta vittima dell'incidente era Abigail, figlia di Callaghan, e questi aveva tentato invano di segnalare a Krei l'anomalia del portale; quindi a causa dell'imprenditore, Callaghan ha perduto la figlia e ora vuole ricostruire il portale per vendetta.
Poco dopo, Callaghan attiva il portale sopra una nuova costruzione realizzata da Krei, demolendo l'azienda facendola cadere nel portale. Hiro e gli altri arrivano, ma si ritrovano in difficoltà, alla fine il ragazzo ha un'idea: smantellare gli aggregati di microbot, lasciando cadere i singoli robot nel portale; in questo modo Callaghan inizia a perdere potere e una volta rimasto senza robot, Baymax gli distrugge la maschera, rendendolo inoffensivo. Il portale rimane ancora attivo e Baymax rileva la presenza di qualcuno all'interno: è Abigail, in iper-sonno dal giorno dell'incidente. Hiro e Baymax entrano nel portale e la trovano, ma vengono investiti da una pioggia di detriti e Baymax subisce il colpo per proteggere Hiro e la navicella di Abigail. Non potendo tornare indietro poiché la forza dell'impatto gli ha distrutto gran parte dell'armatura e danneggiato i suoi propulsori, Baymax decide di sacrificarsi per farli uscire e chiede a Hiro di disattivarlo, ma il ragazzo non vuole perdere anche il suo migliore amico, così il robot lo rassicura dicendogli che sarà sempre con lui. Hiro e Baymax si dicono addio con un abbraccio, e il ragazzo pronuncia la frase: "Sono soddisfatto del trattamento", disattivando il robot, che con una spinta di un pugno-propulsore manda indietro Hiro e Abigail. Una volta fuori, Abigail viene portata in ospedale, mentre Callaghan, pentito delle sue azioni, viene arrestato.
Tempo dopo Hiro, ora iscritto all'Istituto di Tecnologia di San Fransokyo, riesce a superare il lutto per le perdite di Tadashi e Baymax e trova nel pugno del robot il suo chip sanitario, che contiene tutta la programmazione originale, così come i ricordi delle esperienze passate da lui: Hiro ricostruisce Baymax, lo riattiva con successo e quando lui lo riconosce, il ragazzo, pieno di gioia, corre ad abbracciarlo. Più tardi, il ragazzo riunisce i compagni di lotta; nascono così i Big Hero 6.
Dopo i titoli di coda, Fred scopre a casa sua il covo segreto di un supereroe. In quel momento sopraggiunge suo padre, un supereroe in pensione, che gli dice che hanno molto di cui parlare.

## Personaggi
- Hiro Hamada: basato su Hiro Takachiho, è il protagonista del film e leader dei Big Hero 6. Un geniale ragazzino capace di inventare e costruire le cose più incredibili, tanto da essersi diplomato a 13 anni. Piuttosto testardo e impulsivo, ma di buon cuore, ha 14 anni e ha la tendenza a sminuire i problemi, soprattutto se si tratta di dolore o della sua salute. Essendo orfano, vive con la zia Cass, e la morte del fratello maggiore Tadashi gli cambia la vita e cerca vendetta contro colui che lo ha fatto morire invano, il professor Callaghan, lasciandosi anche accecare dalla rabbia. Baymax, il robot creato da Tadashi, gli farà poi capire che la vendetta non è giusta e da allora segue gli ideali di suo fratello e, nel corso del tempo, lui e Baymax diventano migliori amici. Diventa poi il leader della squadra di supereroi Big Hero 6. È doppiato in inglese da Ryan Potter e in italiano da Arturo Valli.
- Baymax: robot infermiere universale creato da Tadashi, appare come un rassicurante uomo-palla ed è spesso ritenuto simile a un enorme marshmallow. Viene successivamente modificato da Hiro per combattere il crimine e diventa il suo migliore amico, entrando a far parte dei Big Hero 6. Si attiva al sentire un suono di dolore e si disattiva con la frase "Sono soddisfatto del trattamento". Secondo il suo programma, è calmo ed estremamente devoto ai suoi pazienti; tuttavia, se il suo chip sanitario viene rimosso lasciando il chip da combattimento, diventa aggressivo e incontrollabile finché qualcuno non glielo rimette. Mentre instaura un rapporto di amicizia con Hiro, inizia ad usare modi e toni sempre meno robotici e più umani, e a scaricare dati e informazioni per aiutarlo a sostenerlo dopo la morte di Tadashi e diventa molto protettivo verso di lui, non solo per protocollo, ma per via della sua amicizia con il ragazzo, a tal punto da diventare insistente quando sente che ha bisogno del suo aiuto e di disobbedire ai suoi ordini quando vuole che lui uccida Callaghan per vendicare Tadashi. In missione, è equipaggiato con un'armatura rossa dotata di ali e propulsori per volare, magneti per tenere Hiro sulla sua schiena durante il volo, attacca sparando i suoi pugni come missili e conosce anche mosse di arti marziali come il karate. Finisce bloccato in un'altra dimensione per salvare la figlia di Callaghan, ma verrà poi ricostruito alla fine. È doppiato in inglese da Scott Adsit e in italiano da Flavio Insinna.
- Tadashi Hamada: fratello maggiore di Hiro, ha 18 anni, suo stretto aiutante e fonte d'ispirazione, inventore di Baymax, il robot infermiere universale. Muore dopo l'inizio del film nel tentativo di salvare Callaghan. È doppiato in inglese da Daniel Henney e in italiano da Stefano Crescentini.
- GoGo Tomago: atletica e affascinante ragazza con modi da maschiaccio, membro dei Big Hero 6, esperta in ingegneria, biciclette, pattini, ruote e dischi, cerca di creare una bicicletta iperveloce grazie a ruote a levitazione magnetica; queste stesse ruote saranno poi incorporate nella sua tuta da eroina, consentendole di sfrecciare ad alta velocità o attaccare usandole come boomerang. Nonostante la sua indole da duro e talvolta sardonica (ad esempio non si cura della mania dell'ordine di Wasabi), tiene profondamente ai suoi amici. Ha l'abitudine di masticare la gomma. È doppiata in inglese da Jamie Chung e in italiano da Rossa Caputo.
- Wasabi: un ragazzo di colore robusto e meticoloso, membro dei Big Hero 6, esperto di fisica, si occupa della sperimentazione con i laser al plasma che gli consentono di tagliare ogni singola cosa con essi in modo preciso; questa tecnologia verrà poi incorporata nel suo costume da eroe, consentendogli di generare dai polsi due lame di plasma capaci di tagliare qualsiasi materiale. È doppiato in inglese da Damon Wayans Jr. è in italiano da Davide Perino.
- Honey Lemon: geniale ed esuberante esperta di chimica, membro dei Big Hero 6, si occupa appunto delle reazioni chimiche tra composti di vario genere. Allegra e ottimista, è l'esatto opposto di GoGo e ama le cose carine. In battaglia usa la sua borsetta per sintetizzare sfere di concentrati di composti chimici. È doppiata in inglese da Génesis Rodríguez e in italiano da Ludovica Bebi.
- Fred: un vivace nerd, amante dei supereroi e dell'azione e membro dei Big Hero 6, e mascotte dell'università. In seguito rivelerà ai suoi amici di essere il figlio di due coniugi molto ricchi. A differenza dei suoi compagni, combatte in un costume da mostro che gli permette di spiccare salti altissimi e sputare fiamme. È doppiato in inglese da T.J. Miller e in italiano da Simone Crisari.
- Professor Robert Callaghan/Yokai: l'antagonista principale del film, direttore del laboratorio dell'università dove i ragazzi studiano e sviluppano le tecnologie innovative. Mentore di Tadashi e successivamente di Hiro, predilige la ricerca tecnologica accademica a scapito del suo utilizzo commerciale. Inizialmente una persona votata al bene ed al progresso, la perdita di sua figlia lo ha trasformato in un uomo malevolo e cinico, mosso dalla vendetta verso Krei e diventando il supercattivo Yokai (il nome appare solo nei titoli di coda) sfruttando i microbot inventati da Hiro per i suoi scopi; nonostante sia accecato dall'odio e dal dolore, Callaghan è rimasto nel profondo una brava persona (durante la loro battaglia finale infatti, Hiro lo aveva quasi convinto ad abbandonare i suoi piani, e in seguito nella serie animata lo si vede, in prigione, profondamente pentito e grato a Hiro per averlo fermato). Alla fine della vicenda i microbot vengono distrutti insieme alla sua maschera e lui viene arrestato. È doppiato in inglese da James Cromwell e in italiano da Edoardo Siravo.
- Cass Hamada: zia e tutrice di Hiro e Tadashi, possiede una caffetteria sopra alla quale è presente l'appartamento in cui vive con i nipoti; è lei la loro responsabile, poiché i loro genitori sono morti quando Hiro aveva tre anni. Possiede un bobtail giapponese di nome Moodi e soffre di fame nervosa. È doppiata in inglese da Maya Rudolph e in italiano da Virginia Raffaele.
- Alistair Krei: ricco imprenditore di successo che sfrutta la tecnologia a fini di lucro e che ha condotto esperimenti sui portali di teletrasporto nei quali viene persa la figlia del professor Callaghan. Krei è un individuo ambiguo che pur ambizioso al punto da non farsi remore ad usare scorciatoie o altri mezzucci, non è mosso da intenti malvagi o maliziosi. È doppiato in inglese da Alan Tudyk e in italiano da Massimo Rossi.
- Yama: un losco campione di bot-duelli che viene profondamente offeso quando viene battuto da Hiro, infatti lui e i suoi compari cercano di dargli una lezione. È doppiato in inglese da Paul Briggs e in italiano da Paolo Marchese.
- Abigail: figlia di Robert Callaghan e pilota della Krei Tech. Prende parte ad un esperimento di teletrasporto e rimane bloccata in un'altra dimensione, facendo infuriare il padre, che diventa Yokai appositamente per vendicarla. Verrà tratta in salvo da Hiro e Baymax. È doppiata in inglese da Katie Lowes e in italiano da Valeria Vidali.

## Produzione
È il terzo film d'animazione di supereroi distribuito dalla Walt Disney Pictures dopo il film Pixar Gli Incredibili - Una "normale" famiglia di supereroi e il film Disney Sky High - Scuola di superpoteri e la quarta produzione Disney generalmente sullo stesso tema dopo la serie animata Darkwing Duck.
Nel 2009, quando la Disney acquisì la Marvel Comics, il C.E.O. Disney Bob Iger incoraggiò le vari divisioni della compagnia ad esplorare le proprietà Marvel per trovare un franchise su cui realizzare un film d'animazione. Un giorno il regista Don Hall (che all'epoca si stava occupando di Winnie the Pooh) stava guardando i database Marvel quando si è imbattuto in un fumetto di cui non aveva mai sentito parlare: Big Hero 6. Ha presentato il progetto a John Lasseter nel 2010, oltre ad altri 5 progetti per i Walt Disney Animation Studios, e l'idea di Big Hero 6 è stata presa in mano da Lasseter, Hall e Chris Williams (che aveva già diretto Bolt). Nel 2012, è stato confermato che la Walt Disney Animation Studios stava lavorando ad un film basato sulla serie di fumetti e che il film era in piena fase di sviluppo. Visto che volevano far sembrare il film un prodotto fresco, Paul Briggs (capo della storia e doppiatore di Yama) ha letto solo alcuni numeri del fumetto, mentre lo sceneggiatore Robert Baird ha ammesso di non averlo mai letto.
Big Hero 6 è stato prodotto esclusivamente dalla Walt Disney Animation Studios, sebbene diversi membri del team creativo della Marvel siano stati coinvolti nella produzione del film, tra cui Joe Quesada, chief creative officer della Marvel, e Jeph Loeb, capo della Marvel Television. Stando a un'intervista di Alex Alonso del Comic Book Resources, la Marvel non voleva pubblicare un fumetto tie-in. Disney aveva pianificato di ristampare la versione originale di Big Hero 6, ma secondo quanto riferito la Marvel non era d'accordo. Alla fine sono arrivati ad un accordo che Yen Press pubblicherebbe la versione manga di Big Hero 6 per Disney.

## Colonna sonora
La colonna sonora strumentale è stata composta da Henry Jackman.
Musiche di Henry Jackman (eccetto "Immortals").
1. Fall Out Boy – Immortals – 3:15 (Patrick Stump, Pete Wentz, Joe Trohman, Andy Hurley)
2. Hiro Hamada – 1:57
3. Nerd School – 2:12
4. Microbots – 1:46
5. Tadashi – 1:46
6. Inflatable Friend – 1:56
7. Huggable Detective – 1:35
8. The Masked Man – 1:29
9. One of the Family – 1:49
10. Upgrades – 2:27
11. The Streets of San Fransokyo – 4:08
12. To the Manor Born – 1:15
13. So Much More – 3:01
14. First Flight – 2:35
15. Silent Sparrow – 4:39
16. Family Reunion – 2:39
17. Big Hero 6 – 6:57
18. I Am Satisfied with My Care – 5:29
19. Signs of Life – 1:14
20. Reboot – 1:48

I brani Immortals e My Songs Know What You Did in The Dark dei Fall Out Boy fanno parte della colonna sonora. Nell'edizione italiana il brano Immortals è cantato in lingua italiana dallo stesso Patrick Stump dei Fall Out Boy. Il rapper Moreno scrive ed esegue il brano Supereroi in San Fransokyo, prodotto da Don Joe dei Club Dogo appositamente per la versione italiana della colonna sonora del film.

## Promozione
Il 9 maggio 2013 la Disney ha pubblicato on-line una breve clip del film. Il 22 maggio 2014 è uscito il primo trailer ufficiale. L'8 agosto è stato pubblicato un secondo trailer in lingua originale e il 29 agosto è stata diffusa la versione in italiano, il 30 settembre è stato pubblicato il trailer ufficiale.
Per l'uscita in Giappone la produzione si è rivolta all'artista indipendente Tekken, autore del cortometraggio di successo Furiko, che ha prodotto una breve animazione sulla canzone della cantante Ai come introduzione al film di Disney.

## Distribuzione
Il film è stato distribuito nelle sale statunitensi il 7 novembre 2014, mentre in quelle italiane il 18 dicembre dello stesso anno, incassando un totale di 9.586.813 euro e piazzandosi così al terzo posto fra gli incassi dei film usciti in Italia durante le feste natalizie del 2014, dietro a Lo Hobbit - La battaglia delle cinque armate e Il ricco, il povero e il maggiordomo.
La direzione del doppiaggio e i dialoghi italiani sono a cura di Massimiliano Manfredi per conto della SDI Media Italia, con il testo della canzone "Immortali" adattata da Lorena Brancucci.

### Cortometraggio
La proiezione del film è stata preceduta dal cortometraggio Winston (Feast), vincitore del Premio Oscar 2015 al miglior cortometraggio d'animazione.

## Accoglienza

### Critica
Il film è stato accolto in maniera positiva. Sull'aggregatore Rotten Tomatoes riceve il 90% delle recensioni professionali positive con un voto medio di 7,4 su 10 basato su 227 critiche, con il consenso dei critici che recita: "Piacevolmente divertente e ben animato, Big Hero 6 ha un ritmo incalzante, è ricco d'azione ed è spesso commovente"; su Metacritic ottiene un punteggio di 74 su 100 basato su 52 critiche, mentre su CinemaScore riceve una valutazione "A" (in una scala da "A+" a "F").

## Riconoscimenti
- 2014 - Phoenix Film Critics Society Awards
  - Candidatura per Miglior film d'animazione
- 2014 - Satellite Award
  - Candidatura per Miglior film d'animazione
- 2015 - Annie Awards
  - Candidatura per Miglior lungometraggio d'animazione
  - Candidatura per Miglior regia a Don Hall e Chris Williams
  - Candidatura per Miglior progettazione dei personaggi a Shiyoon Kim e Jin Kim
  - Candidatura per Miglior storyboarding a Marc E. Smith
  - Candidatura per Migliori effetti animati a James Jackson, Lucas Janin, Tobin Jones, Baptiste Van Opstal e Jason Mayer
  - Candidatura per Miglior sceneggiatura a Robert L. Baird, Daniel Gerson e Jordan Roberts
- 2015 - Golden Globe
  - Candidatura per Miglior film d'animazione
- 2015 - Kids' Choice Awards[9]
  - Film d'animazione preferito dell'anno
- 2015 - Premi Oscar
  - Miglior film d'animazione
- 2015 - Saturn Awards[10]
  - Candidatura per Miglior film di animazione

## Altri media
Durante il D23 Expo 2015, Square Enix e Disney hanno annunciato che il mondo di Big Hero 6 apparirà in Kingdom Hearts III e gli eventi saranno ambientati dopo il film. Nel mondo in questione Sora, Paperino e Pippo combattono al fianco di Baymax.

## Serie animate
Il 2 marzo 2016 la Disney ha annunciato l'arrivo nel corso del 2017 sul canale Disney XD della serie animata tratta dal film le cui vicende si svolgeranno dopo di esso. È intitolata Big Hero 6 - La serie, realizzata in 2D e trasmessa su Disney Channel dal 2017.
Un'altra serie intitolata Baymax! è stata annunciata da Jennifer Lee, la direttrice creativa dei Walt Disney Animation Studios, nel dicembre del 2020 ed è stata pubblicata il 29 giugno 2022 su Disney+.